# Syedna
Syedna ou Sayyedna est un titre religieux chiite pour les communautés Bohras. Tous les Da'i al-Mutlaq de ces communautés portent ce titre. Ce titre est une déformation de Sayyid, comme l'est Sidi dans l'arabe dialectal maghrébin et égyptien.

## voir
- Mohammed Burhanuddin, le 52e Da'i al-Mutlaq des Dawoodi Bohras
- Taher Saifuddin, le 51e Da'i al-Mutlaq des Dawoodi Bohras
- Taiyeb Ziyauddin, Da'i al-Mutlaq des Bohras alavis